# Френк Шелл
Френк Шелл (англ. Frank Schell, 22 жовтня 1884 — 5 грудня 1959) — американський академічний веслувальник.
Олімпійський чемпіон 1904 року в складі вісімки.